# Bill Wilson
Bill Wilson, né en 1948 à South Boston, est un pasteur chrétien pentecôtiste, orateur et auteur américain  dans l’État du Massachusetts. Il est le président et fondateur de l’organisation Metro World Child.

## Biographie
Wilson a été abandonné au coin d’une rue à Pinellas Park en Floride,  par sa mère alcoolique à l’âge de 12 ans. Trois jours plus tard, il était toujours assis au coin de la rue, Dave Rudenis, vint à sa rencontre et le prit chez lui. Il a étudié à la Southeastern University et a obtenu un diplôme en théologie.

## Ministère
Il déménage à New York et fonde en 1980 l’organisation Metro Ministries International (devenue Metro World Child), une organisation qui amène les enfants de la rue à l’école du dimanche en autobus. En 1988, il fonde « l’école du dimanche mobile » à New York .